# الأصول (كتاب)
الأصول أو العناصر (بالإغريقية: "أسطقسات" Στοιχεῖα) هي مجموعةُ أطروحاتٍ رياضية تتكونُ من 13 كتاباً تُنسب إلى الرياضياتي الإغريقي إقليدس في الإسكندرية، المملكة البطلمية عام 300 ق م. تضمُّ الأطروحاتُ عدداً من التعاريف، المُسلّمات، المبرهنات، الإنشاءات، والبراهين الرياضية. تغطي الكتب الثلاث عشرة مواضع الهندسة الإقليدية والنسخة القديمة من نظرية الأعداد الابتدائية. يعد كتاب العناصر من أقدم كتب الرياضيات الإغريقية بعد كتاب أوتوليكوس عن الكرة المتحركة، ويعد كتاب العناصر من أهم الكتب التي ساهمت في تطور المنطق والعلوم الحديثة.
طُبع كتاب العناصر للمرة الأولى في البندقية عام 1482، وكان من أوائل الكتب في الرياضيات التي طُبعت بعد اختراع الطباعة.

## التاريخ

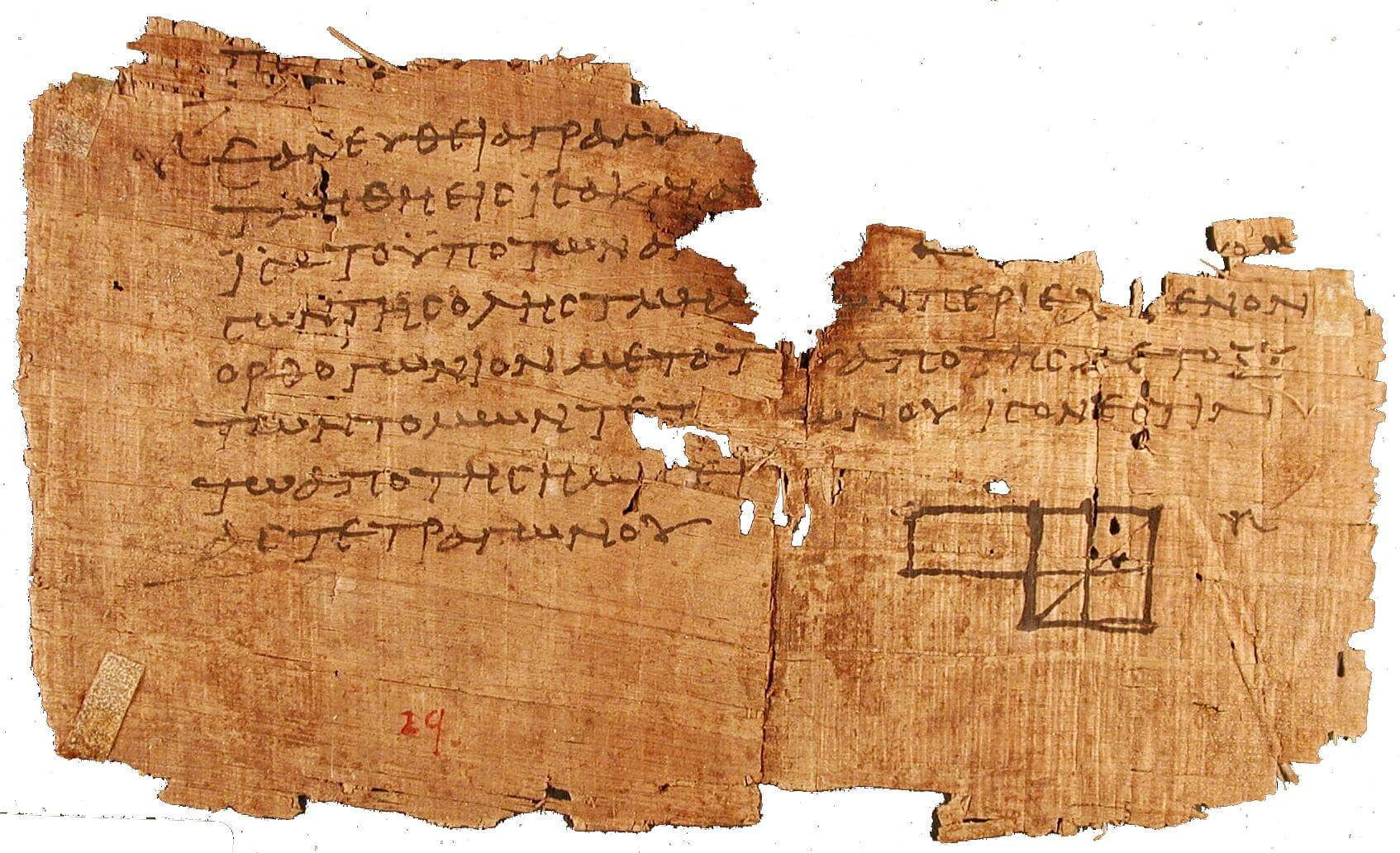
عناصر إقليدس على جزء من بردية أوكسيرينخوس

يعدّ كتاب الأصول حجر الأساس لعلم الهندسة حيث قام إقليدس في عام 300 قبل الميلاد بجمع كل معارف الرياضيات المتاحة له في ثلاثة عشر كتاباَ يشرحها ويصيغتها بإسلوب منطقي.

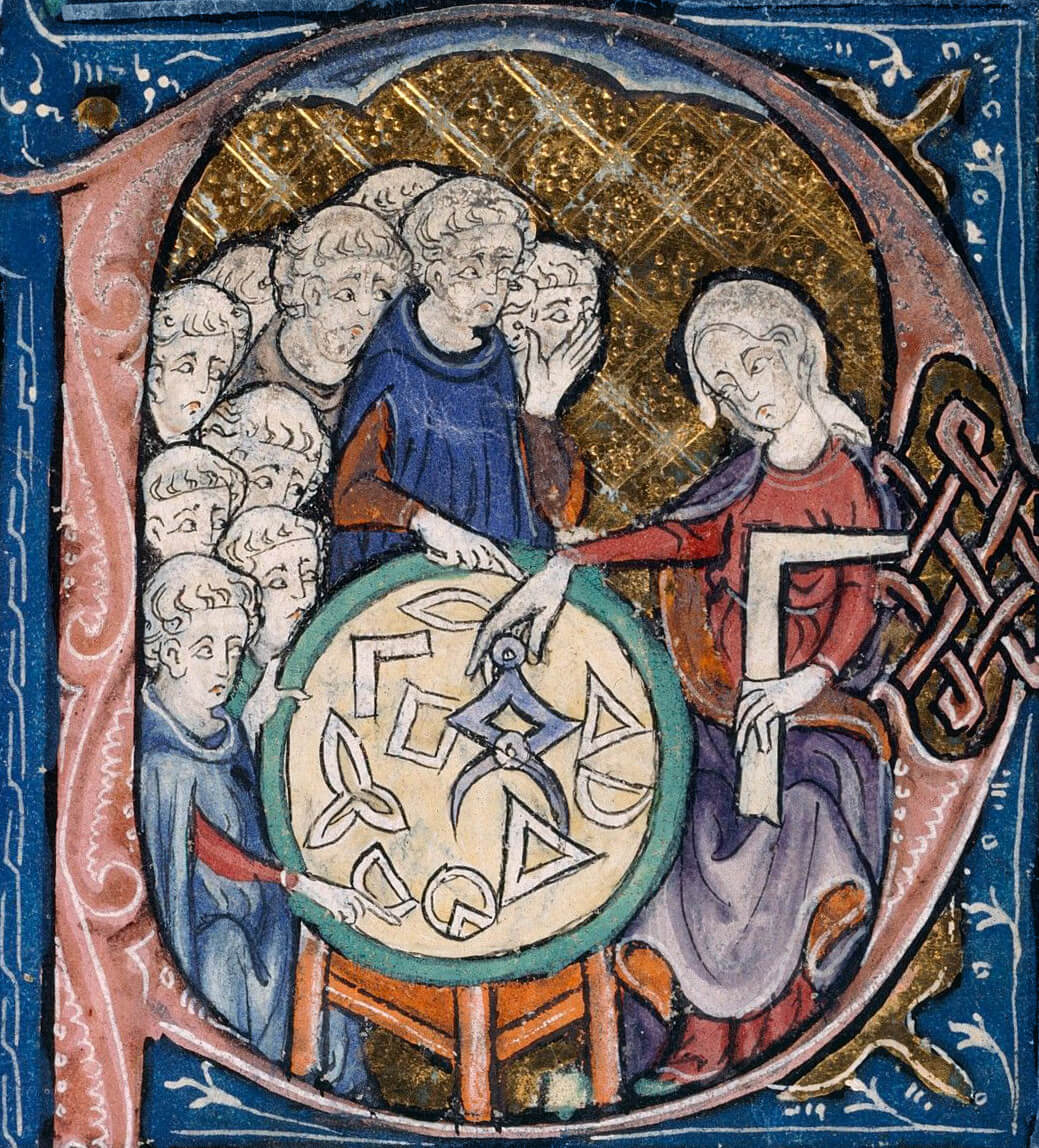
إضاءة من مخطوط معتمدة على ترجمة لكتاب العناصر قام بها أديلار الباثي في حوالي عام حوالي 1309–1316؛ ترجمة أديلار لكتاب العناصر إلى اللاتينية هي أقدم ترجمة لم تُفقد. يعود تاريخها إلى القرن الثاني عشر حيث ترجم الكتاب من اللغة العربية إلى اللاتينية.

ورث العرب كتاب العناصر من عند البيزنطيين في حوالي عام 760 م. ترجمت هذه الصيغة إلى اللغة العربية أثناء خلافة هارون الرشيد. قام بالترجمة الحجاج بن يوسف بن مطر بأمر من وزير من وزراء هارون الرشيد في حوالي عام 800 م.
رغم أن الكتاب كان معروفا لدى بيزنطا، فَقد فُقد في أوروبا الغربية حتى إلى حدود 1120 م، حيث ترجمه رجل الدين أديلار الباثي إلى اللاتينية من ترجمة عربية.
ظهرت أو نسخة مطبوعة للكتاب في عام 1482، بُعيد اختراع الطباعة في ألمانيا، معتمدة على نسخة يعود تاريخها إلى عام 1260 م، تعود إلى عالم الرياضيات الإيطالي كامبانوس من نوفارا.

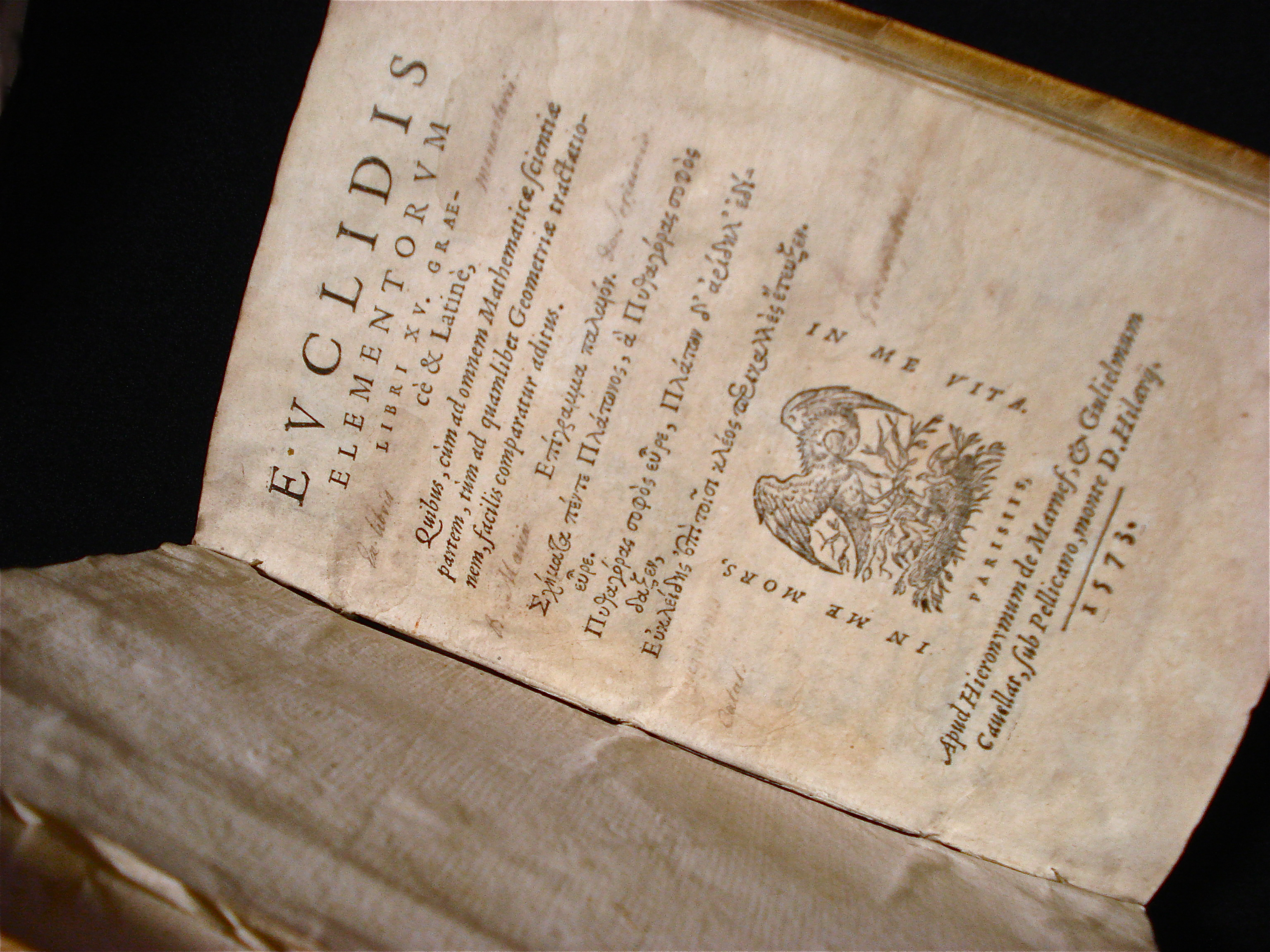
Euclidis – Elementorum libri XV Paris, Hieronymum de Marnef & Guillaume Cavelat, 1573 (second edition after the 1557 ed.); in 8:350, (2)pp. THOMAS–STANFORD, Early Editions of Euclid's Elements, n°32. Mentioned in T.L. Heath's translation. Private collection Hector Zenil.

## أثره
لا يزال الأصول من أرقى وأبدع الأعمال تأثيرا في علوم التاريخ البشري ويعتبر حجر الزاوية في تطبيق المنطق على علم الرياضيات. قد أثبت تأثيره الكبير في العديد من مجالات العلوم الأخرى غير الرياضيات مثل القانون والفلسفة حيث تأثر به كثير من العلماء المعروفين منهم ابن الهيثم وعمر الخيّام ونصير الدين الطوسي ونيكولاس كوبرنيكوس ويوهانس كيبلر وغاليليو غاليلي وإسحاق نيوتن. طبقوا معرفتهم باستخدامه في أعمالهم. كما حاول علماء في الرياضيات والفلاسفة مثل توماس هوبز وباروخ سبينوزا وألفريد نورث وايتهيد وبرتراند راسل إنشاء «أصول» خاصة بهم في تخصصاتهم من خلال تبني هياكل الاستنتاج البديهي في كتب إقليدس.

## المحتوى

رسم متحرك يوضح كيفية استخدام الفرجار والمسطرة فقط لإنشاء سداسي أضلاع في كتاب اقليدس الرابع والمبرهنة رقم 15

- الكتاب الأول يبدأ بثلاث وعشرون تعريفاً وخمس مسلمات (بما فيهم مسلمة التوازي الشهيرة) وخمس بديهيات يبني عليها موضوعات مهمة في الهندسة مثل نظرية فيثاغورس ومساواة الزوايا والمساحة والتوازي ومجموع الزوايا المثلث ورسم الأشكال الهندسية.
- الكتاب الثاني يحتوي على تعريفين متعلقين بالمساواة بين المستطيلات والمربعات وهندسة جبرية ويختتم الكتاب بالنسبة ذهبية.
- الكتاب الثالث يتناول الدوائر وخصائصها مثل العثور على مركزها والزوايا المحاطة بالدائرة ومماسها وقوة نقطة ما ونظرية طالس.
- الكتاب الرابع يحتوي على هندسة دوائر المثلث الداخلية ودائرة محيطة ومضلع منتظم.
- الكتاب الخامس عن تناسب المقادير، وفيه نظرية التناسب الهامة التي يعتقد أن واضعها هو إيودوكسوس، وفيه يبرهن خواصها مثل «التبادل» (لو أن أ : ب :: ج : د, فإن أ : ج :: ب : د).
- الكتاب السادس عن تناسب هندسة المستوية خاصةً في رسم الأشكال المماثلة والتعرف عليها.
- الكتاب السابع عن نظرية الأعداد الأولية: القاسم، الأعداد الأولية وعلاقتها بالأعداد المركبة، خوارزمية إقليدس لإيجاد قاسم مشترك أكبر، إيجاد مضاعف مشترك أصغر.
- الكتاب الثامن عن وجود متتالية هندسية للأعداد الصحيحة.
- الكتاب التاسع يستخدم نتائج الكتابين السابقين عليه للبرهنة على لانهائية الأعداد الأولية وانشاء كل الأعداد المثالية الزوجية.
- الكتاب العاشر وفيه برهان على أصمية الجذور التربيعية للأرقام غير المربعة (مثل {\displaystyle {\sqrt {2}}}) وفيه تصنيف للجذور التربيعية للخطوط غير القابلة للمقايسة إلى 13 تصنيفا مميزا. وفيه قدم إقليدس مصطلح «غير نسبي»، والذي كان يختلف معناه عن المفهوم الحديث للأعداد غيرالنسبية، وفيه أيضا قدم طريقة لإنشاء ثلاثيات فيثاغورس.
- الكتاب الحادي عشر يعمم نتائج الكتاب السادس على الأشكال الصلبة: التعامدية، التوازي، الأحجام، والتشابه بين متوازيات الأسطح.
- الكتاب الثاني عشر يدرس فيه بالتفصيل أحجام المخاريط، والأهرامات، والأسطوانات باستخدام طريقة الاستنفاد، وهي التي مهدت فيما بعد للتكامل، على سبيل المثال يوضح في الكتاب أن حجم المخروط هو ثلث حجم اسطوانة مشابهة له. وينهي الكتاب بتوضيح أن حجم الكرة متناسب مع مكعب نصف قطرها (باستخدام لغة معاصرة) عن طريق تقريب حجمها باستخدام أهرامات كثيرة وتجميع أحجامهم.
- الكتاب الثالث عشر عن المجسمات الأفلاطونية الخمسة ومقارنتها في جسم كروى وحساب نسبة حوافها بنصف قطر الكرة.

| كتاب      | I  | II | III | IV | V  | VI | VII | VIII | IX | X   | XI | XII | XIII | المجموع |
| --------- | -- | -- | --- | -- | -- | -- | --- | ---- | -- | --- | -- | --- | ---- | ------- |
| تعريفات   | 23 | 2  | 11  | 7  | 18 | 4  | 22  | -    | -  | 16  | 28 | -   | -    | 131     |
| مسلمات    | 5  | -  | -   | -  | -  | -  | -   | -    | -  | -   | -  | -   | -    | 5       |
| بديهيات   | 5  | -  | -   | -  | -  | -  | -   | -    | -  | -   | -  | -   | -    | 5       |
| المبرهنات | 48 | 14 | 37  | 16 | 25 | 33 | 39  | 27   | 36 | 115 | 39 | 18  | 18   | 465     |

### البديهيات
1. الأشياء المساوية لغيرها متساوية فيما بينها
2. إذا اضفنا كميات متساوية إلى أخرى متساوية تكون النتيجة متساوية
3. إذا طرحنا كميات متساوية من أخرى متساوية تكون النتيجة متساوية
4. الأشياء المتطابقة متساوية
5. الكل أكبر من الجزء

### المسلمات
1. يمكن رسم خط مستقيم من أي نقطة إلى أي نقطة أخرى.
2. يمكن مد الخط مستقيم بشكل مستمر في كلا الاتجاهين.
3. يمكن رسم دائرة بأي مركز معلوم ونصف قطر معلوم.
4. جميع الزوايا القائمة متساوية بعضها البعض.
5. إذا قطع خطان مستقيمين بخط مستقيم ثالث وكان مجموع الزاويتين الداخلتين من جهة التقاطع أصغر من مجموع الزاويتين القائمتين فإن المستقيمين يتقاطعان في نفس الجهة.

## تأثيره

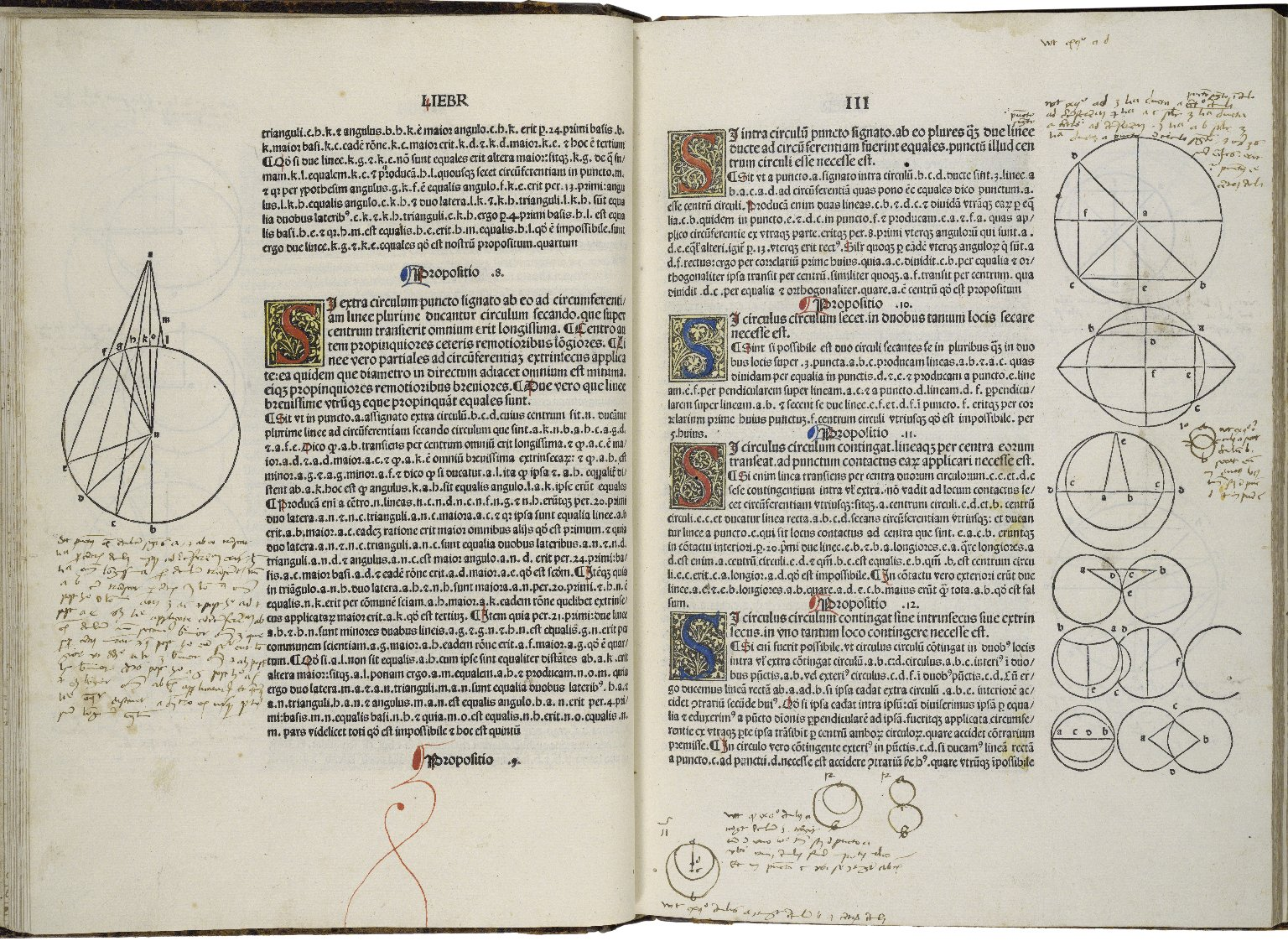
صفحة من الطبعة الأولى لكتاب العناصر، كُتبت على هامشها مجموعة من الملاحظات والتعليقات. طُبع الكتاب لأول مرة عام 1482 والطابع هو إيغهارت غاتدولت.

### الرياضيات الحديثة

أشكال هندسية مختلفة توضح الاختلاف في مسلمة التوازي في هندسة لاإقليدية

واحدة من أبرز تأثيرات إقليدس على الرياضيات الحديثة هي مناقشة مسلمة التوازي في الكتاب الأول. المسلمة الخامسة سببت بعض المشاكل لعلماء الرياضيات لعدة قرون بسبب تعقيدتها مقارنة بالمسلمات الأربعة الأخرى. إذ أثارت جدلاً كبيراً عند اليونان حول صحتها أو عدمها ولهذا بذلت محاولات كثيرة لإثبات المسلمة الخامسة بناءً على المسلمات الأربعة الأخرى لكنها دون جدوى. وقد قادت محاولتهم لبرهنتها في نهاية المطاف إلى اكتشاف الهندسة اللاإقليدية. نشر عالم الرياضيات نيكولاي لوباتشيفسكي وصفًا للهندسة زائدية وهي نوع من الهندسة التي تفترضت شكلاً مختلفًا من الافتراضات المتوازية. مما أدى إلى فتح المجال لإنشاء قواعد هندسية جديدة دون الاعتماد على المسلمة الخامسة كليًا.

## وصلات خارجية
- كتاب «إحياء أصول إقليدس» نسخة محدثة من كتاب «الأصول»
- تحرير الأصول لإقليدس ترجمة نصير الدين الطوسي للغة العربية علي موقع المكتبة الرقمية العالمية
- شرح لأشكال التأسيس لشمس الدين السمرقندي علي موقع المكتبة الرقمية العالمية
- لغز المُسلَّمة المتوازية لاقليدس - جيف ديكوفسكي
- تحرير أصول الهندسة والحساب